# 51 aC

## Esdeveniments

### Àsia
- Els Hsiung-nu es divideixen en dos ordres. L'horda oriental està subjecta a la Xina.

### Egipte
- Primavera - El faraó Ptolemeu XII Auletes mor i és succeït per la seva filla gran Cleòpatra VII i el seu fill petit i co-governant Ptolemeu XIII Filopàtor.

### República Romana
- Marc Claudi Marcel VII i Servi Sulpici Lemònia Ruf són cònsols.
- Gneu Pompeu Magne exigeix que Juli Cèsar estableix el seu mandat, abans de poder ser cònsol.

## Naixements
- Publi Sulpici Quirí, governador romà de Síria.
- Cheng, emperador de la Xina durant la dinastia Han.

## Necrològiques
- Ptolemeu XII Auletes, faraó d'Egipte.